# Щуп опробувальний

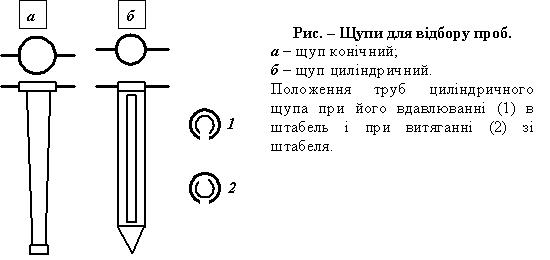

Щуп опробувальний – щуп, призначений для забору проб корисних копалин. 

## Класифікація і опис конструкції
У залежності від призначення щупи розрізняють: вагонні (автомобільні) ЩВ – конусного типу, комірні (складські) ЩА і мішкові ЩМ – циліндричного типу. 
Щупи складські виготовляються у вигляді штанг, що нагвинчуються одна на одну. Щупи всіх типів вводяться в сипкі продукти закритими. На потрібній глибині їх відкривають, і вони наповнюються продуктом. 
Конусний щуп ЩВ закривається та відкривається за допомогою стрижня, що проходить всередині порожнистої штанги, а циліндричний ЩА – повертанням внутрішнього циліндра щупа. 
Щупи штангові закриваються вільним переміщенням конуса на кінці штанги: при натисканні (під час введення в насип) конус, притискаючись до нижньої частини штанги, закривається. Проби з мішків відбирають щупом в трьох доступних точках. Щуп вводять в мішок у напрямку до його середньої частини жолобком вниз, потім повертають його на 180о і обережно виймають. Довжина штанги опробувального щупа моделей ЩВ, ЩА, ЩМ 350-2700 мм, довжина забірника 130-180 мм, діаметр щупа 10-60 мм, об’єм матеріалу проби 15-165 куб. см.